# Cersosimo
Cersosimo è un comune italiano di 504 abitanti della provincia di Potenza, in Basilicata. Costituisce, insieme a Noepoli, San Costantino Albanese, San Paolo Albanese e Terranova di Pollino, la Valle del Sarmento, situata alle pendici del massiccio del Pollino, nel Parco nazionale del Pollino.

## Geografia fisica
Sorge a 548 m s.l.m. e occupa una delle estreme propaggini del massiccio del Pollino sul versante che si affaccia nella media vallata del fiume Sarmento, all'estremo sud-est della provincia, al confine con la parte sud-occidentale della provincia di Matera e la parte nord-orientale della provincia di Cosenza. L'abitato moderno si estende alle pendici del Monte Castello (723 m s.l.m.), altura che, insieme a Timpa Giovannicchio, fa parte di un sistema di rilievi degradanti ad oriente nel canale Lappio, ad occidente nel torrente Fiumicello e a nord nel punto in cui il secondo confluisce con il primo, per immettersi subito dopo nel Sarmento, uno dei principali affluenti del Sinni.

## Origini del nome

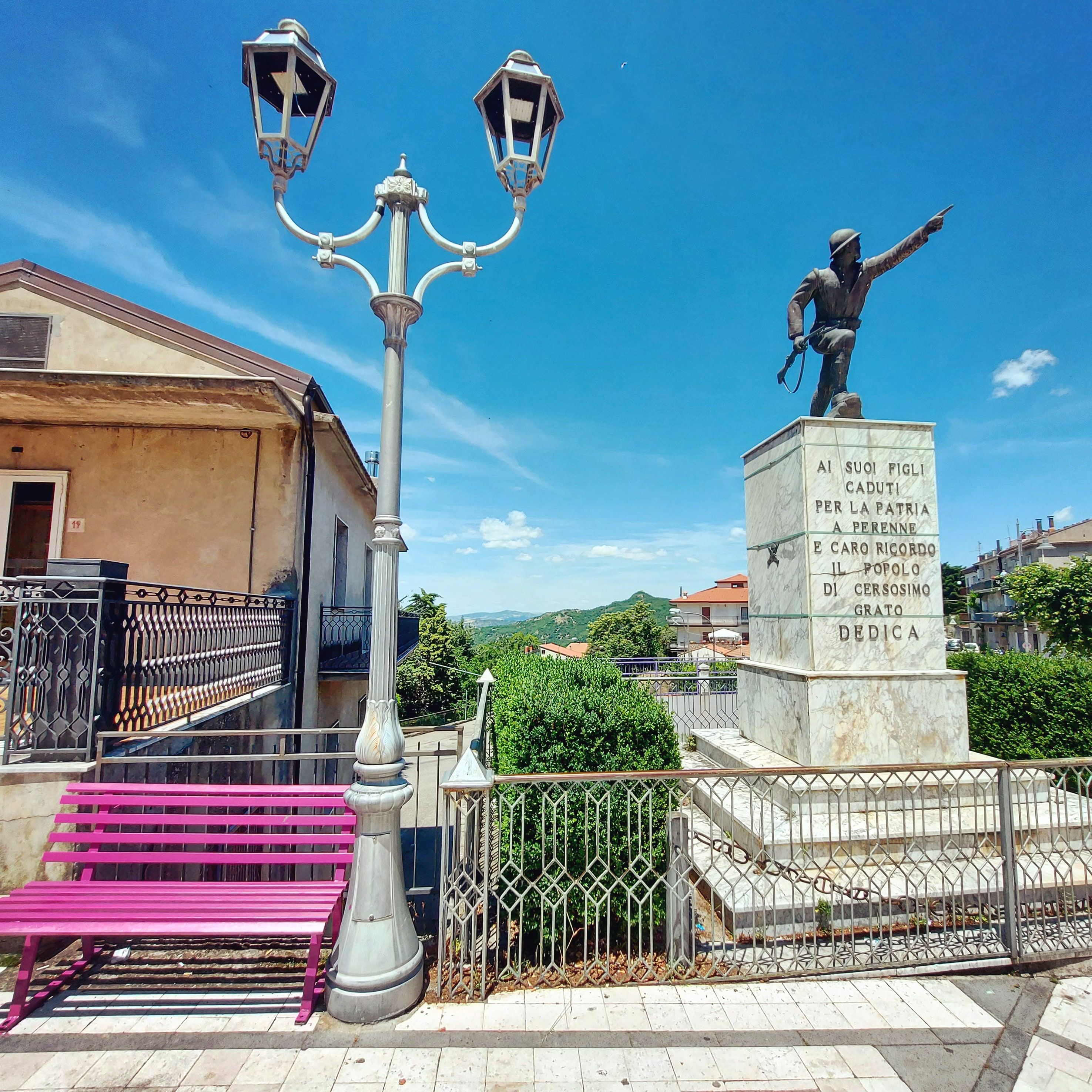
Cersosimo, piazza Unità

Il suo nome deriva dal monastero bizantino dedicato a Santa Maria di Kyr Zosimo (dal greco Κυρ Ζώσιμος, "padre Zosimos"), di cui si trova una prima indicazione in una pergamena del 1043 ritrovata nel Syllabus Graecarum Membranarum custodito nell'abbazia benedettina di Cava de' Tirreni. Nelle vicinanze del monastero, secondo il Racioppi, si sarebbe formato l'attuale centro abitato. Sulla ubicazione del monastero sono state elaborate diverse ipotesi, ma la più verosimile consiste nel riutilizzo del sito greco-lucano ubicato sulla sommità della collina ad est dell'abitato, nelle immediate adiacenze dello stesso.

## Storia
Punto nevralgico del più vasto bacino del Sinni, la località "Castello" di Cersosimo è ricca di testimonianze archeologiche note dal secolo scorso.
Intorno alla fine dell'Ottocento, M. Lacava per primo ne descrisse la fortificazione pubblicandone una descrizione nelle Notizie degli Scavi. Lo studioso paragonava I'andamento delle mura ad un ettagono irregolare con un perimetro di circa 905 metri, sosteneva che alla sommità della collina, cinta dalle mura, vi fosse una "acropoli", a sua volta chiusa da una propria cinta trapezoidale, lunga 570 metri, ed avente due lati in comune con la prima. All'interno dell'area fortificata, il Lacava inoltre segnalò la presenza di resti di edifici "antichi" e di numerosi frammenti ceramici.
Particolari sono le vicende storiche di Cersosimo. Il luogo risulta abitato già nell'era antica e il paese ha subito i tre maggiori processi di colonizzazione di tutta la parte meridionale della Basilicata. Di origine greca, è diventato casale agricolo nel medioevo per via dell'insediamento di un convento basiliano, per poi essere trasformato in borgo rurale soltanto nel 1500 in conseguenza della politica condotta dal feudo di Noja. Nel IV sec. a.C., alcuni coloni greci, risalendo dalle coste ioniche verso l'interno, fondarono un centro fortificato sulla sommità del colle a 720 m s.l.m., in quella località che ancora oggi si chiama "Castello". 
L'insediamento si trovava in posizione strategica, sul percorso che attraversava l’altopiano del Monte Carnara (1283 m s.l.m.) per raggiungere Alessandria del Carretto (CS) e quindi la piana di Sibari (CS). Mutate le condizioni socioeconomiche, il centro fu abbandonato fino a scomparire del tutto. Nel 1034, poco distante dalla fortificazione, cioè a mezza costa delle pendici occidentali del Giansilio, la contrada si popolò nuovamente per la costruzione di un monastero basiliano dedicato alla Vergine Maria. A quel tempo, Cersosimo era l'unico centro abitato della Val Sarmento. Oltre dai servi del convento, fu abitato da una comunità rurale, come si può desumere dal resoconto delle ruberie di greggi e armenti fatto dal signor di Noia. Nel 1277 il borgo fu tassato per 17 once. Il toponimo del paese è legato a questo periodo.
Le prime notizie sull'attuale Cersosimo risalgono all'anno mille, e sono riportate nel Syllabus Graecarum Membranarum che comprende numerosi atti curialeschi di donazione e compravendite dal 1034 in poi, appartenenti al monastero di Kyr-Zosimo.
Simboli
Sullo stemma è raffigurata in campo celeste una quercia fruttata d'oro.
"Drappo azzurro riccamente ornato di ricami d'argento e caricato dello stemma comunale con la scritta centrata in alto recante la denominazione COMUNE DI CERSOSIMO. Le parti di metallo e i cordoni sono argentati. Cravatta con nastri tricolorati dai colori nazionali frangiati d'argento."

## Monumenti e luoghi d'interesse

### Architetture religiose

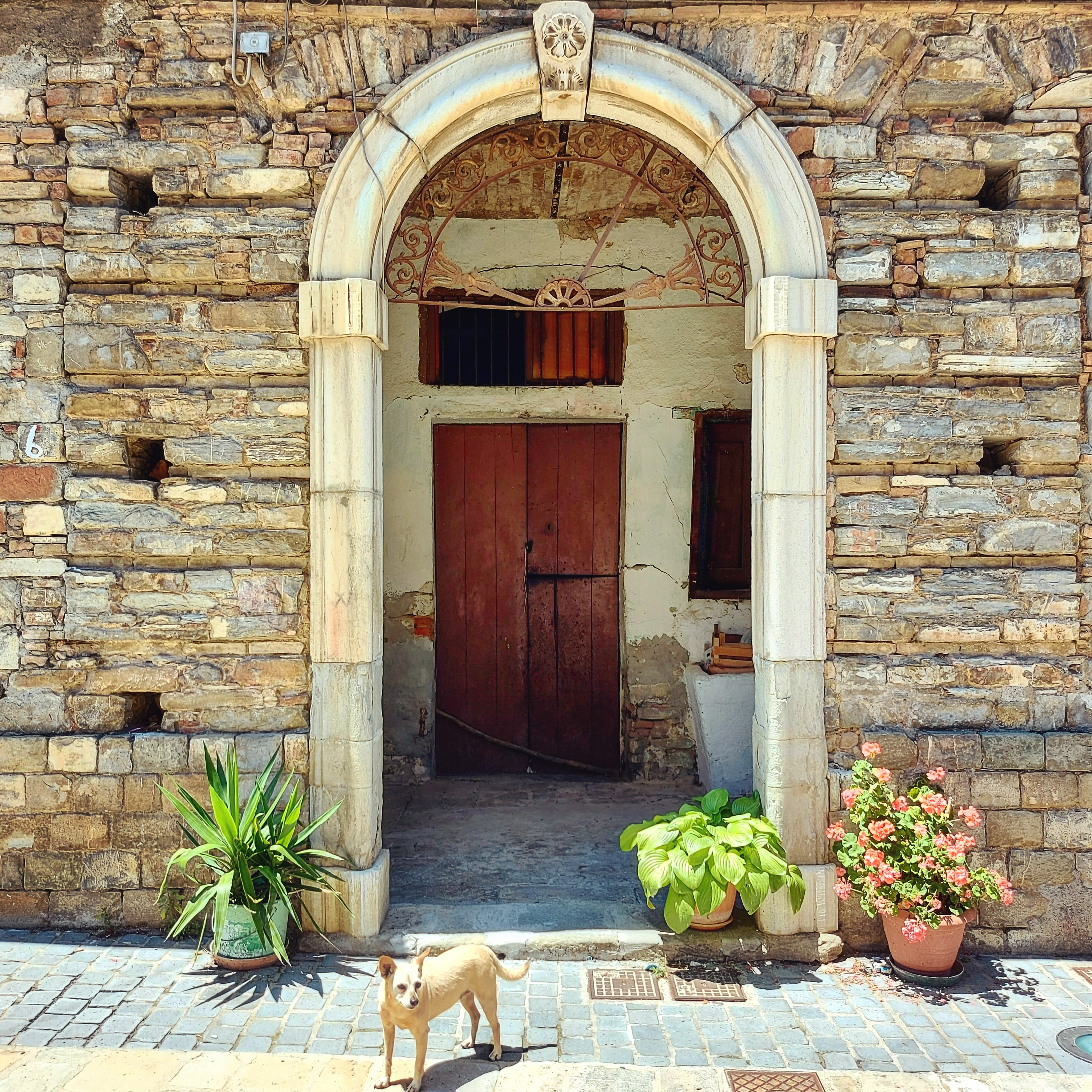
Palazzo Valicenti

- Sito archeologico Lucano risalente al IV-III sec. a. C.
- Resti del Monastero Basiliano di Kyr-Zosimo (sec. XI) coincidente in parte con l'attuale edificio che ospita il municipio. Presenta una muratura in pietra di varie dimensioni disposte orizzontalmente e legate con malta di calce.

- Chiesa Parrocchiale intitolata a Santa Maria di Costantinopoli risalente al sec. XI (Corso Plebiscito).

- Resti della chiesa di Costantinopoli del sec. XIX (Largo Fiera).

### Architetture civili
- Palazzo Valicenti del sec. XIX (Via Roma).

- Portali scolpiti in pietra nei palazzi signorili (sec. XVIII -XIX) ad opera degli scalpellini locali.

### Siti archeologici
Zona archeologica in località Monte Castello corrispondente all'Acropoli di una città lucana. Durante le campagne di scavo sono rinvenuti resti di cinta fortificata, del tipo opus quadratum.

## Società

### Evoluzione demografica
Abitanti censiti

## Cultura

### Istruzione
A Cersosimo è attivo un istituto comprensivo con scuola dell'infanzia e scuola primaria.

### Cucina

#### Prodotti gastronomici tipici
Salsicce, soppressate, prosciutto, cotica di maiale in gelatina; formaggio pecorino, ricotta, cacioricotta, caciocavallo; pasta di casa, frizzuli, raschiatelli, pane di casa, focacce, pizza con pomodori e peperoni; crispelle di Natale; pettole di Carnevale; pasta con la mollica, pasta aglio e olio con peperoni rossi; carne alla pastorale, cotica e fagioli, cotica e verza, peperonata con salsiccia; frittata di peperoni e uova, peperoni "cruschi"; capretto al forno, capretto alla brace; fichi secchi con mandorle o noci.

## Infrastrutture e trasporti

### Strade
- Strada statale 92 dell'Appennino Meridionale
- Strada statale 481 della Valle del Ferro
- Strada statale 106 Jonica

## Amministrazione
| Periodo           | Periodo           | Primo cittadino          | Partito                   | Carica                    | Note |
| ----------------- | ----------------- | ------------------------ | ------------------------- | ------------------------- | ---- |
| 24 aprile 1995    | 13 giugno 2004    | Mario Giuseppe Vitarelli | Partito Popolare Italiano | Sindaco                   |      |
| 14 giugno 2004    | 11 gennaio 2010   | Mario Trupo              | lista civica              | Sindaco                   |      |
| 12 gennaio 2010   | 29 marzo 2010     | Mauro Senatore           |                           | Commissario straordinario |      |
| 30 marzo 2010     | 31 maggio 2015    | Pietro Gulmi             | lista civica              | Sindaco                   |      |
| 1 giugno 2015     | 21 settembre 2020 | Armando Antonio Loprete  | Partito Democratico       | Sindaco                   |      |
| 22 settembre 2020 | in carica         | Domenica Paglia          | Cersosimo bene comune     | Sindaco                   |      |